# 북한인권기록센터
북한인권기록센터(北韓人權記錄센터)는 북한주민의 인권 보호와 증진을 위하여 북한인권 관련 자료의 수집 등에 관한 사무를 관장하는 대한민국 통일부의 소속기관이다. 2016년 9월 21일 발족하였으며, 센터장은 고위공무원단 나등급에 속하는 일반직공무원으로 보하되, 임기제공무원으로 보할 수 있다.

## 설치 근거 및 소관 업무

### 설치 근거
- 「북한인권법」 제13조제1항[3]
- 「통일부와 그 소속기관 직제」 제2조제1항[4]

### 소관 업무
- 북한인권 실태조사의 기획·총괄
- 북한인권 관련 각종 자료의 수집·기록·연구·보존 및 발간
- 북한인권자료의 공개에 관한 정책 수립
- 북한인권 실태조사 관련 국내외 관련 기관 및 민간단체 등과의 협력
- 북한인권기록의 이관에 관한 사항

## 연혁
- 2016년 9월 21일: 북한인권기록센터를 설치.[5]

## 조직

### 센터장
- 기획연구과[6][7]
- 조사과[6][7]

## 같이 보기
- 북한인권기록보존소